# Bridget Brink
Bridget Ann Brink är en amerikansk diplomat. Hon var USA:s ambassadör till Slovakien mellan 2019 och 2022, samt därefter ambassadör till Ukraina mellan 2022 och 2025.

## Biografi
Brink kommer ursprungligen från Michigan. Hon studerade statsvetenskap vid Kenyon College och internationella relationer vid London School of Economics and Political Science. Hon tog anställning i USA:s utrikesdepartement 1996 och har sedan dess verkat som karriärdiplomat. Hennes första postering var till Belgrad.
Mellan 2011 och 2014 tjänstgjorde Brink som ställföreträdande chef för ambassaden i Tbilisi i Georgien. Efter posteringen var hon senior rådgivare inom Utrikesdepartementet med fokus på Östeuropa och Kaukasien. Tidskriften Foreign Policy rapporterade 2018 att hon varit påtänkt för rollen som USA:s ambassadör till Georgien, men att den georgiska regeringen hade avfärdat henne på grund av påstådda band med landets tidigare president Micheil Saakasjvili. Under 2019 nominerades hon av Donald Trump till posten som USA:s ambassadör till Slovakien. Hon behöll den posten fram till 2022 då hon, efter Rysslands invasion av Ukraina, nominerades av Joe Biden till att bli USA:s ambassadör till Ukraina, en post som varit vakantsatt sedan 2019. Brink avgick från posten i förtid den 10 april 2025, enligt medieuppgifter på grund av meningsskiljaktigheter med president Donald Trump om USA:s Ukrainapolitik.
Brink talar ryska och har studerat georgiska, serbiska och franska.